# Єгемен
Єгеме́н (каз. Егемен) — село у складі Шортандинського району Акмолинської області Казахстану. Входить до складу Раєвського сільського округу.
Населення — 104 особи (2021; 189 у 2009, 263 у 1999, 284 у 1989).
Національний склад станом на 1989 рік:
- казахи — 100 %.

Станом на 1989 рік село називалось Лукашовка.